# Poil de Carotte (film, 1932)
Pour les articles homonymes, voir Poil de Carotte (homonymie).
Pour plus de détails, voir Fiche technique et Distribution.
Poil de Carotte est un film français de Julien Duvivier, sorti en 1932. Le réalisateur avait déjà réalisé une adaptation du roman de Jules Renard six ans auparavant en 1925.

## Synopsis
La vie malheureuse du jeune François Lepic, dit Poil de Carotte, malmené entre une mère haineuse et malfaisante à son égard, un père taciturne et las qui se croit mal aimé de son fils, un frère et une sœur cupides et hypocrites. Seule Annette, une jeune domestique, prend son parti et fait comprendre à son père qu'il est malheureux.

## Fiche technique
- Titre : Poil de Carotte
- Réalisation : Julien Duvivier
- Scénario : Julien Duvivier, d'après le roman de Jules Renard
- Décors : Aguettand et Carré
- Photographie : Armand Thirard et Emile J. Monniot
- Montage : Marthe Poncin
- Musique : Alexandre Tansman, direction Roger Désormière
- Pays :  France
- Société de production : Vandal et Delac
- Format : Noir et blanc -  Son mono - 1,37:1
- Genre : Drame
- Durée : 91 min
- Année : 1932
- Date de sortie : 
  - France - 2 novembre 1932

## Distribution
- Robert Lynen : François Lepic, dit Poil de Carotte
- Harry Baur : M. Lepic
- Catherine Fonteney : Mme Lepic
- Christiane Dor : Annette
- Colette Segall : Mathilde
- Simone Aubry : Ernestine
- Louis Gauthier : le parrain
- Max Fromiot : Félix
- Colette Borelli : une enfant
- Jean Borelli : un enfant
- Claude Borelli : un enfant

## Autour du film
Le tournage s'est déroulé en Corrèze et dans la Nièvre.